# Aneurobaeus apterus
Aneurobaeus apterus är en stekelart som först beskrevs av Bugnion och Popoff 1910.  Aneurobaeus apterus ingår i släktet Aneurobaeus och familjen Scelionidae. Inga underarter finns listade i Catalogue of Life.